# As noites agradáveis

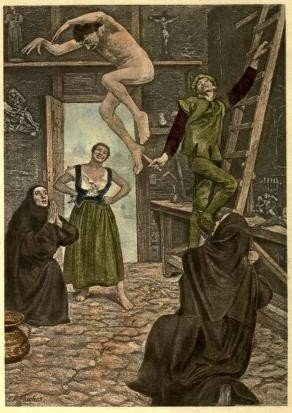
"O Crucifixo Vem à Vida"Noite a nona, sexta fábula
Aquarela de E. R. Hughes.The Italian Novelists, Volume 3

As noites agradáveis (1550-1555; em italiano:  Le piacevoli notti), também conhecido como As noites de Straparola, é uma coleção de dois volumes de 75 histórias do autor italiano e colecionador de conto de fadas Giovanni Francesco Straparola. Modelado a partir do Decamerão de Boccaccio, é frequentemente considerado o primeiro livro de contos europeu a conter contos de fadas; influenciaria autores de contos de fadas posteriores como Charles Perrault e Jacob e Wilhelm Grimm.
As noites agradáveis foram publicadas pela primeira vez na Itália entre 1550-53 sob o título Le piacevoli notti contendo 74 histórias. Em 1555, as histórias foram publicadas em um único volume, no qual um dos contos foi substituído por dois novos contos, elevando o total para 75. Straparola foi traduzido para o espanhol em 1583. Em 1624, foi colocado no Index Librorum Prohibitorum.